# Kyren Wilson
Kyren Wilson, född 23 december 1991 i Kettering, Northamptonshire, England, är en engelsk snookerspelare som sedan 2010 tävlar professionellt. Han vann sin första rankingturnering i Shanghai Masters 2015 efter att som rankad 54 ha besegrat Judd Trump, rankad 6, med 10–9 i finalen.

## Amatörkarriär

### 2009
Wilson kom till final i en och vann en deltävling av den insomnade turneringen International Open Series. Det gjorde att han fick en plats på proffstouren kommande säsong 2010/2011.

### 2011/2012
Tillbaka som amatör efter proffstouren 2010/2011 kunde Wilson inte delta i rankingturneringarna. Han deltog i samtliga deltävlingar av Players Tour Championship 2011/2012 där han som bäst nådde en kvartsfinal.

### 2012/2013
Fortfarande som amatör kunde han bara delta i Players Tour Championship 2012/2013 där han som bäst nådde en 16-delsfinalplats i en av deltävlingarna. Vid säsongens slut hade han poäng nog att åter kvalificera sig för proffstouren.

## Proffskarriär

### 2010/2011
- Förlorade sin tredje match i kvalet till UK Championship 2010 mot Rory McLeod.
- Förlorade sin tredje match i kvalet till VM i snooker 2011, åter igen mot Rory McLeod.
- Slutade sin första säsong på proffstouren som nummer 72 på rankinglistan och tappade därmed sin plats på proffstouren.

### 2013/2014
- Tillbaka på proffstouren kvalificerade han sig för sin första rankingtävling, Shanghai Masters 2013, där han nådde kvartsfinal.
- Deltog i International Championship 2013 och slog där Stephen Maguire i första omgången men åkte ut i nästa.
- Deltog i China Open 2014 men förlorade redan i första omgången.
- Kvalificerade sig för sitt första världsmästerskap men förlorade redan i första omgången.
- Slutade sin andra säsong på proffstouren som nummer 88 på rankinglistan.

### 2014/2015
- Deltog i International Championship 2014 men förlorade direkt i första omgången.
- Deltog i UK Championship 2014 och vann sin första match men förlorade i andra omgången mot Neil Robertson i skiljeframe 5–6 efter att ha haft ledning med 5–4.
- Nådde semifinal i Snooker Shoot-Out 2015 där han förlorade mot slutsegraren Michael White.
- I Indian Open 2015 tappade han bara ett frame i sina två inledande matcher innan han förlorade 16-delsfinalen mot Joe Perry.
- Slutade sin tredje säsong på proffstouren som nummer 56 på rankinglistan.

### 2015/2016
- I Shanghai Masters 2015 spelade Wilson först tre kvalmatcher och en Wild card-omgång innan han kvalificerade sig för huvudturneringen. Väl där besegrade han i tur och ordning Joe Perry, Michael Holt, Ding Junhui, Mark Allen och till sist Judd Trump för att slutligen stå som segrare i sin första rankingturnering.[4]
- Deltog i International Championship 2015 men förlorade i andra omgången.
- Deltog i UK Championship 2015 men åkte ut i tredje omgången.
- Nådde semifinal i German Masters 2015 där han förlorade mot Luca Brecel.
- Deltog i China Open 2016 men förlorade i andra omgången.
- I Welsh Open 2016 åkte han ut redan i första omgången.
- Rankad topp-32 var Wilson kvalificerad för World Grand Prix 2016, han vann sin första match men förlorade mot Joe Perry i åttondelsfinalen.
- Nådde kvartsfinalen i VM i snooker 2016 där han förlorade mot slutsegraren Mark Selby.[5] Wilson hade högsta breaket i turneringen: 143.[6][3]
- Slutade sin fjärde säsong på proffstouren som nummer 16 på rankinglistan.

### 2016/2017
- Nådde finalen i Indian Open 2016 där han förlorade mot Anthony McGill.
- Kom till semifinal i Northern Ireland Open 2016 där han fick ge sig mot slutsegraren Mark King.
- Deltog i sitt första Masters 2017 men förlorade direkt i åttondelsfinalen mot Ding Junhui.
- Nådde semifinalen i China Open 2017 men förlorade där mot Mark Selby som vann hela turneringen.